# Chlorophorus dohertii
Chlorophorus dohertii är en skalbaggsart som först beskrevs av Charles Joseph Gahan 1906.  Chlorophorus dohertii ingår i släktet Chlorophorus och familjen långhorningar.
Artens utbredningsområde är Burma. Inga underarter finns listade i Catalogue of Life.